# MiNET
MiNet es un protocolo de señalización propietario de Mitel Networks Corporations, que lleva la información entre un aparato telefónico y un controlador de llamadas PBX (servidor-controlador). También se puede utilizar para llevar información de control de las pantallas de texto simple de dispositivos telefónicos. Fue diseñado por Mitel Corporation en la década de 1980 como un protocolo de señalización digital para los aparatos telefónicos TDM de su propiedad. Posteriormente se utilizó para el control de aparatos telefónicos IP Mitel; siendo encapsulado dentro del protocolo TCP. Mitel lo usa como una alternativa al protocolo SIP para alargar la vida útil del software de sus controladores de llamadas telefónicas (IP-PBX).